# 東日本放送
株式会社東日本放送（ひがしにっぽんほうそう、英: HIGASHI NIPPON BROADCASTING Co.,Ltd.）は、宮城県を放送対象地域とし、テレビジョン放送事業を行っている特定地上基幹放送事業者である。
略称はkhb（K.K Higashinippon Broadcastingから）。コールサインはJOEM-DTV（仙台 28ch）。本社は仙台市太白区にある。
ANN系列のフルネット局で、リモコンキーIDはキー局のテレビ朝日と同じ「5」である。

## 概要
宮城県内最後発の民放テレビ局であり、準キー局である毎日放送と朝日放送との腸捻転解消後のNETテレビ（テレビ朝日）系列の系列局としては初めての開局であり、NETテレビ時代に開局させたフルネット局としては、khbが最後の開局となった。
また、局名の頭に「東西南北」のいずれかが入り、後ろに「〇日本放送」が付く民間の放送局はkhb、北日本放送（KNB・富山県、日本テレビ系列）、西日本放送（RNC・岡山県・香川県、日本テレビ系列）、南日本放送（MBC・鹿児島県、TBS系列）がある。khb以外の3つの放送局はいずれもラジオ・テレビ兼営局（ラジオは3局ともJRN・NRN系列）で、4局の中では唯一のテレビ単営局で、なおかつアナログ親局がUHFだった。
さらに、東北地方におけるテレビ朝日系列の基幹局でもある。東北6県（一部は新潟県も含む）のテレビ朝日系列局に向けても番組を多く制作・発信し、強いリーダーシップを発揮している。特に2021年（令和3年）9月に太白区のあすと長町の社屋が操業を開始した際に、東北の他の5県の系列全局の支社を長町の社屋に移転・集約し、結びつきをさらに深めている。在仙局の中でブロックネット番組を最も多く制作している局で、年に1回のペースで、全国ネットの特別番組を制作している。
2009年（平成21年）10月1日から、2010年（平成22年）の開局35周年に向けた新キャッチフレーズ「いいことつなごう KHB」を採用した。
2021年（令和3年）10月1日から、前述の新社屋移転にともない、略称表記を英文小文字の「khb」とし、新キャッチフレーズ「あすとつながるミテケロ 5ch」を採用した。2025年の開局50周年時は「あすとつながるミテケロ 50th」となっている。
東北地方のテレビ朝日系列局では、初めて略称表記を英文小文字化した。同系は英文小文字の略称表記を行う局が他系列よりも多く、北から長野朝日放送（abn）、山口朝日放送（yab）、愛媛朝日テレビ（eat）、長崎文化放送（ncc）が既にあり、khbは5局目にあたる。更に2024年10月1日より6局目として隣接する山形テレビ（yts）もCI導入により英文小文字の略称表記を採用した。また、略称ではないがキー局のテレビ朝日もロゴで英文小文字を採用している。
仙台市太白区に本社・演奏所を置く民間放送局は、東北放送（tbc）以来通算3局目（コミュニティFM局のエフエムたいはくは除く）となった。同区には、仙台放送（OX）も2004年（平成16年）まで本社・演奏所を置いていた。

### 本社・演奏所
- 現社屋（3代目）

- 本社・演奏所 〒982-8505（専用郵便番号） 仙台市太白区あすと長町1丁目3-15
  - 長町駅周辺の再開発地区に所在。仙台市立病院やゼビオアリーナ仙台などが近隣にある。
  - コンサルティングは三井不動産[5]。
  - 2016年（平成28年）3月8日に社屋移転を発表[6]。2021年（令和3年）2月5日に竣工し、9月20日に移転し放送開始。
  - 2021年（令和3年）9月30日には、新しいロゴマークお披露目も兼ねた新社屋落成式典が行われ、式典には宮城県知事の村井嘉浩・仙台市長の郡和子[注釈 2]を招いた[7]。
  - 社屋1階には、「ぐりりカフェ」や178席収容の「ぐりりホール」。2階から4階の階までカーテンウォールで突き出した「コラボ階段」、屋上テラスが設けられている[7][8]。また、建物上部には上昇気流をイメージした捻ったデザインの送信用鉄塔がある[7][8]。
  - 東北ANN系列5局（青森朝日放送、岩手朝日テレビ、秋田朝日放送、山形テレビ、福島放送）の仙台支社が同居している。

#### かつて存在した施設
- 初代社屋（仙台市青葉区上杉2-50-2）- 開局した1975年から1991年9月まで
  - 愛宕上杉通り側に所在し、勝山企業が営む勝山酒造、勝山ボウル、勝山スケーティングクラブと隣接していた。本社屋上には、送信所や中継局などへと向けた電波送受信用の大きな鉄塔を設置していた。
  - 1991年（平成3年）9月に双葉ヶ丘に社屋・演奏所機能を移転した後は、「KHB別館」となったが、後に解体した。それからしばらくは上記施設の有料駐車場となっていた。2011年（平成23年）の東日本大震災と同敷地内の再開発で勝山ボウル自体が閉鎖・解体した[9]。跡地は、2022年（令和4年）3月に竣工した住友不動産のマンション「シティテラス上杉」敷地内の一部となった。
  - 斜め向かいには、2004年（平成16年）に仙台放送の本社・演奏所が太白区茂ヶ崎から移転している。

- 2代目社屋

- 2代目社屋（仙台市青葉区双葉ヶ丘2-9-1）- 1991年9月から2021年9月まで
  - 1990年（平成2年）6月29日に起工し[10]、1991年（平成3年）9月23日に青葉区上杉から移転した。
  - 1階の玄関ロビーはガラス張りになっており、喫茶店も併設[11]。ロビー自体はスタジオとしても使用していた。
  - 大通りに面しておらず、丘陵地帯の住宅街の間を縫う形で建てられた。
  - あすと長町への社屋移転後は、東北生活文化大学を運営する学校法人三島学園が2代目社屋跡地の土地・建物を取得した。2022年（令和4年）より同大学の双葉ヶ丘キャンパスとして活用されている[12][13]。

- 営業センター・KHBプラザ（仙台市青葉区本町2-15-1 ルナール仙台1F）
  - 本社が中心部から離れた双葉ヶ丘にあったため、本社営業拠点とグッズ物販の施設を兼ねていた。
  - 2021年（令和3年）9月20日、仙台市太白区あすと長町に新社屋を移転することにともない、先行して9月3日をもって閉鎖し、新社屋に移転・統合した。

### 支局
- 気仙沼支局 - 〒988-0085 宮城県気仙沼市三日町1丁目1

### 支社
- 東京支社 〒104-0061 東京都中央区銀座5丁目13-3 いちかわビル3階
- 関西支社 〒530-0005 大阪市北区中之島2丁目3-18 中之島フェスティバルタワー16階

#### 施設内関連会社
- ケー・エイチ・ビー開発（khb開発）
- 東北朝日プロダクション：一部の番組の制作。本社内に事務所設置。
- トラストネットワーク仙台事業部：上記同様。本社、コンテンツセンター内に設置。

### 情報カメラ

#### 現在
- 仙台駅西口（ホテルメトロポリタン仙台屋上） - 2010年（平成22年）3月から設置。NHK仙台放送局と東北放送も同じ場所にカメラを設置。
- 勾当台公園（仙台三越・定禅寺通り館屋上） - 定禅寺通りと東二番丁の交差点。
- 気仙沼港 - 気仙沼魚市場2階駐車場に設置
- 女川原子力発電所カメラ - 女川町沿岸部の女川原発を見通せる場所に設置。地震や原発トラブル時などの原発監視を主目的とした運用。KHB本社とは専用回線（有線）で接続。

#### 過去
- 双葉ヶ丘本社 - 本社屋上の鉄塔突端に置かれ、青葉区丘陵部の住宅街越しに仙台の中心部を望む。本社の情報カメラで撮影した夜景が放送終了時のクロージングで使われたことがある。
- 勾当台公園（三井アーバンホテル仙台→ホテルコムズ仙台屋上） - 同局が実名で登場した映画『ゴールデンスランバー』でも大詰めの場面で使われた。東日本大震災でビルが全壊し、現在の場所に移設した。

### ロゴマーク

#### 初代ロゴマーク（開局 - 2021年9月30日）
- 初代社章マーク
- 初代略称ロゴマーク

- ロゴマークの配色は、社章ロゴマークは赤のみだったが、略称ロゴマークは赤か青緑のいずれかを使用していた。
- 2021年（令和3年）9月21日の社屋移転から9月30日まで、10月1日のロゴマーク全面変更に合わせるため、対外向けや放送上では継続して使用していた[注釈 3]。このため、9月30日まであすと長町の社屋壁面にはロゴマークの看板は一切掲げられていなかった。
- 2023年時点でも速報!甲子園への道の取材協力のロゴは初代のものを使用している。

#### 2代目ロゴマーク（2021年10月1日 - ）
- 2代目ロゴマーク

- デザインは乃村工藝社（アートディレクター・鈴木不二絵）が担当[14]。
- 略称も大文字（「KHB」）から小文字（「khb」）へ変更。同時に「khb5」とし、リモコンキーIDの「5」を全面に推し出した。

### マスコットキャラクター
- 地元宮城県の出身で漫画家のいがらしみきおによるデザインの「ぐりり」を採用。khbが1990年（平成2年）から行ってきたグリーンキャンペーンのキャラクター「ぐりりん」の子という設定というものである[15][16]。
- 2021年（令和3年）10月1日のロゴマーク変更と同時に、ロゴマークを手掛けた乃村工藝社によりキャラクターデザインが変更[14]。

## 送信所一覧

### 地上デジタル放送

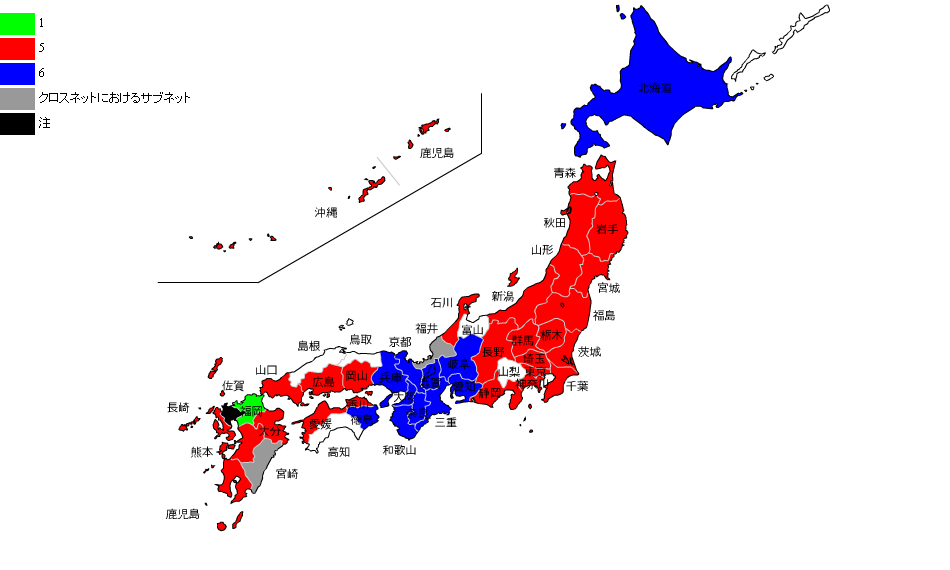
テレビ朝日系列のリモコンキーID地図

- 仙台 28ch JOEM-DTV 3kW　リモコンキーID　5
  - 送信所は大年寺山に所在。NHK仙台局・TBCと共用。
  - 2006年6月18日に本放送を開始した。
  - KHBは、宮城県の他のテレビ局と異なり、早くに地上デジタルテレビジョン放送の開始時期を2006年の半ばに開始することを決めていた。当初は7月1日に開始予定だったが、2006年4月5日、開始日の繰り上げを発表。6月18日はドイツワールドカップ、日本対クロアチア戦放送がテレビ朝日系列で放送が予定されていたための繰上げである[17]。
- 涌谷 28ch（垂直偏波、県内最初のデジタルテレビ中継局）
- 気仙沼 30ch
- 白石 20ch
- 栗駒 20ch
- 志津川 16ch
- 蔵王遠刈田 50ch
- 鳴子 43ch
- 秋保 50ch
- 村田 51ch
- 石巻 47ch
- 小野田宮崎 44ch
- 登米 40ch
- 白石越河 51ch
- 気仙沼鹿折 18ch
- 小原七ヶ宿 50ch
- 唐桑早馬 39ch
- 鳴子鬼首 48ch
- 牡鹿 50ch
- 花山 44ch
- 女川 50ch
- 東和米川 20ch
- 唐桑大沢 50ch
- 岩沼志賀 49ch
- 岩沼上志賀 49ch
- 歌津港 32ch（垂直偏波）
- 歌津田の浦 32ch
- 女川清水 20ch
- 石巻祝田 48ch
- 丸森五反田 48ch
- 丸森石神 47ch
- 大張 20ch
- 気仙沼八瀬 48ch
- 羽出庭 20ch
- 東鳴子 49ch
- 嵯峨立南 20ch
- 津山横山 48ch
- 津山石貝 48ch（垂直偏波）
- 津山入沢 48ch
- 気仙沼前木 45ch
- 小野田青野 40ch
- 柴田船迫 20ch
- 篦岳(ののたけ)東 49ch
- 東和嵯峨立 48ch（垂直偏波）
- 松島高城 48ch

### 地上アナログ放送
2012年3月31日停波
1975年10月1日の本放送開始と同時に開局した中継局は●を付けている。
- 仙台 32ch JOEM-TV 30kW
  - 大年寺山の地上デジタル送信所と共用していた。かつては近くのミヤギテレビ送信所に併設されていた。

- 唐桑早馬 62ch
- 唐桑大沢 59ch
- ●気仙沼 43ch
- ●気仙沼安波 50ch
- 気仙沼鹿折 38ch
- 気仙沼前木 38ch
- 気仙沼八瀬 59ch
- 歌津田の浦 39ch
- 歌津港 54ch（垂直偏波）
- ●志津川 61ch
- 志津川新井田 46ch
- 津山石貝 62ch（垂直偏波）
- 津山入沢 61ch
- 津山横山 47ch
- 雄勝大須 51ch
- 女川 59ch
- 女川清水  37ch
- 女川鷲神 46ch
- 牡鹿 37ch
- 給分浜 59ch
- ●石巻 61ch
- 石巻祝田 60ch
- 東和嵯峨立 62ch（垂直偏波）
- 東和米川 61ch
- 登米 46ch
- 豊里 39ch
- ●栗駒 38ch
- 花山 57ch
- ●鳴子 39ch
- 東鳴子 62ch
- 鳴子鬼首 59ch
- 小野田宮崎 50ch
- 小野田青野 61ch
- 西塩釜 46ch
- 東塩釜 47ch（デジアナ変換後）[注釈 4]
- 塩釜藤倉 51ch（垂直偏波）
- 泉七北田 60ch
- 宮城吉成 38ch（垂直偏波）
- 秋保 37ch
- 岩沼志賀 56ch
- 岩沼上志賀 41ch
- 村田 62ch
- 柴田船迫 39ch
- 蔵王遠刈田 43ch
- ●白石 38ch
- 小原七ヶ宿 59ch
- 丸森石神 60ch
- 丸森五反田 59ch

在仙民放では最後発であるが、中継局未設置は白石越河、羽出庭、大張の3局のみ（アナログ放送のみ。デジタル放送は3局ともデジタル新局として設置された）と先発局との設置数の差は比較的少なかった。

#### 廃止されたテレビ中継局
完全停波以前に廃止された中継局に限りこちらに参照
- 女川浦宿 47ch（2001年3月31日廃局）

## 資本構成
企業・団体は当時の名称。出典：

### 2021年3月31日
| 資本金 | 発行済株式総数 | 株主数 |
| ------ | -------------- | ------ |
| 10億円 | 2,000,000株    | 20     |

| 株主           | 株式数    | 比率   |
| -------------- | --------- | ------ |
| テレビ朝日HD   | 540,000株 | 27.00% |
| 朝日新聞社     | 400,000株 | 20.00% |
| 宮城県         | 200,000株 | 10.00% |
| 宮城商事       | 175,000株 | 08.75% |
| 河北新報社     | 120,000株 | 06.00% |
| 七十七銀行     | 100,000株 | 05.00% |
| 仙台銀行       | 100,000株 | 05.00% |
| 日本経済新聞社 | 100,000株 | 05.00% |
| 三井住友銀行   | 50,000株  | 02.50% |
| 東北電力       | 50,000株  | 02.50% |

## 沿革
- 1973年（昭和48年）10月：宮城県に民放第4局の周波数割り当て。仙台地区では79件の免許申請があった。
- 1974年（昭和49年）
  - 9月27日：予備免許交付[25]。
  - 10月30日：設立。開局準備事務所は当時の朝日新聞仙台支局内に設けられた。
- 1975年（昭和50年）10月1日：宮城県4番目の民放テレビ局として上杉二丁目に開局。
  - 開局記念番組として「あなたが選ぶ全日本歌謡音楽祭オープニングフェスティバル」（出演：沢田研二、天地真理、南沙織、西城秀樹、郷ひろみ、山口百恵、キャンディーズほか）を、NETのスタジオと宮城県スポーツセンターとの二元生放送により全国ネットで放映
  - 本放送開始地点の中継局は気仙沼、気仙沼安波、志津川、栗駒、鳴子、石巻、白石の7局[18]。
  - 　開局時のキャッチコピーは「太陽・希望・ひろがり」だった。
- 1976年（昭和51年）：「新・二人の事件簿 暁に駆ける」（ABC制作、当時のフルネット局8局共同制作）の仙台ロケに制作協力（三浦友和が犯人役でゲスト出演）
- 1983年（昭和58年）：「西部警察 PART-III」32話・33話の仙台ロケ制作協力。
- 1985年（昭和60年）9月：開局10周年記念で、仙台市から「徹子の部屋」の公開収録実施。放送は9月30日から10月4日まで[26]。ゲストは、菅原文太・野際陽子・中村雅俊・中尾ミエ・さとう宗幸[26]。
- 1990年（平成2年）：グリーンキャンペーンを開始[注釈 6]。キャンペーンのマスコットキャラクターとして、「ぐりりん」を採用。
- 1990年（平成2年）6月29日 - 青葉区双葉ヶ丘の社屋起工[10]。
- 1991年（平成3年）9月23日：本社・演奏所が青葉区上杉二丁目から青葉区双葉ヶ丘へ移転。音声多重放送開始[注釈 7]。
- 2000年（平成12年）：局のイメージキャラクターとして「ぐりり」を採用。
- 2003年（平成15年）2月5日：NHK仙台放送局・東北放送と共同建設した送信所から送信開始。
- 2005年（平成17年）12月1日：「突撃!ナマイキTV」を15分間中断し、宮城県庁で行われた地上デジタル放送開始記念式典の中継（NHK仙台放送局及び宮城県内民放テレビ各局の共同制作）を行う。
- 2006年（平成18年）
  - 3月11日：地上デジタルテレビジョン放送対応の主調整室（マスター）設備に更新（NEC製）。
  - 5月1日：地上デジタルテレビジョン放送のサービス放送を開始（試験電波は、テストパターン→「宮城の風景」→「週刊ぐりり絵本（第40 - 43話をまとめたもの）」という約53分の内容を繰り返し送信。2005年（平成17年）12月1日より前から実施されていた。サービス放送開始後も深夜の時間帯は、この試験電波が送信された）。
  - 6月18日：地上デジタルテレビジョン放送を開始（宮城県の他のテレビ局は2005年（平成17年）12月1日に開始したため、最後発となる）ワンセグも同時開始。
- 2007年（平成19年）4月：KHBニュース以外でもハイビジョン制作の番組増加。一部自社制作番組で字幕放送・データ放送を開始。
- 2011年（平成23年）3月11日：東日本大震災発生。気仙沼支局の建物及び、仙台空港に駐機中であった取材ヘリがそれぞれ津波により被災し使用不能に。また本社も地震による停電後直ちに自家発電に移行したものの、自家発電機器のトラブルにより主調整室（マスター）への電源供給が絶たれ、アナログ・デジタルの双方で一時完全に停波した。また、一時停波中テレビ朝日への情報発信は本局舎前に設置されていた山形テレビ（YTS）のSNG車経由で行われた。後の調査で、自家発電機器の重油燃料タンクに沈殿した塵が地震動により撹拌され、給油口のフィルターが目詰りをおこし、燃料供給が滞ったことが原因であることが判明した。
- 2012年（平成24年）3月31日：東日本大震災発生により延期されたアナログテレビ放送が終了。この日は夕方に全国放送された「スーパーJチャンネル」で当局内のマスター室内で撮影したブルーバック画面に切り替わったおしらせの映像およびデジタル放送の通常番組（テレビ東京の『開運!なんでも鑑定団』）の放送映像を映し出している様子がニュース素材として放送された。また、この日は広瀬道貞民放連会長も当局を視察し、アナログ放送終了の様子を見守っていた。
- 2015年（平成27年）開局40周年記念事業として、初めて劇場映画を松竹と共同で製作することを発表。監督は中村義洋、原作は磯田道史の『穀田屋十三郎』を題材にした『殿、利息でござる!』として2016年（平成28年）春に公開[27]。
- 2017年（平成29年）3月：テレビ朝日ホールディングスによる持分法適用関連会社化（福島放送、静岡朝日テレビも同様）[28][注釈 8]。
- 2021年（令和3年）

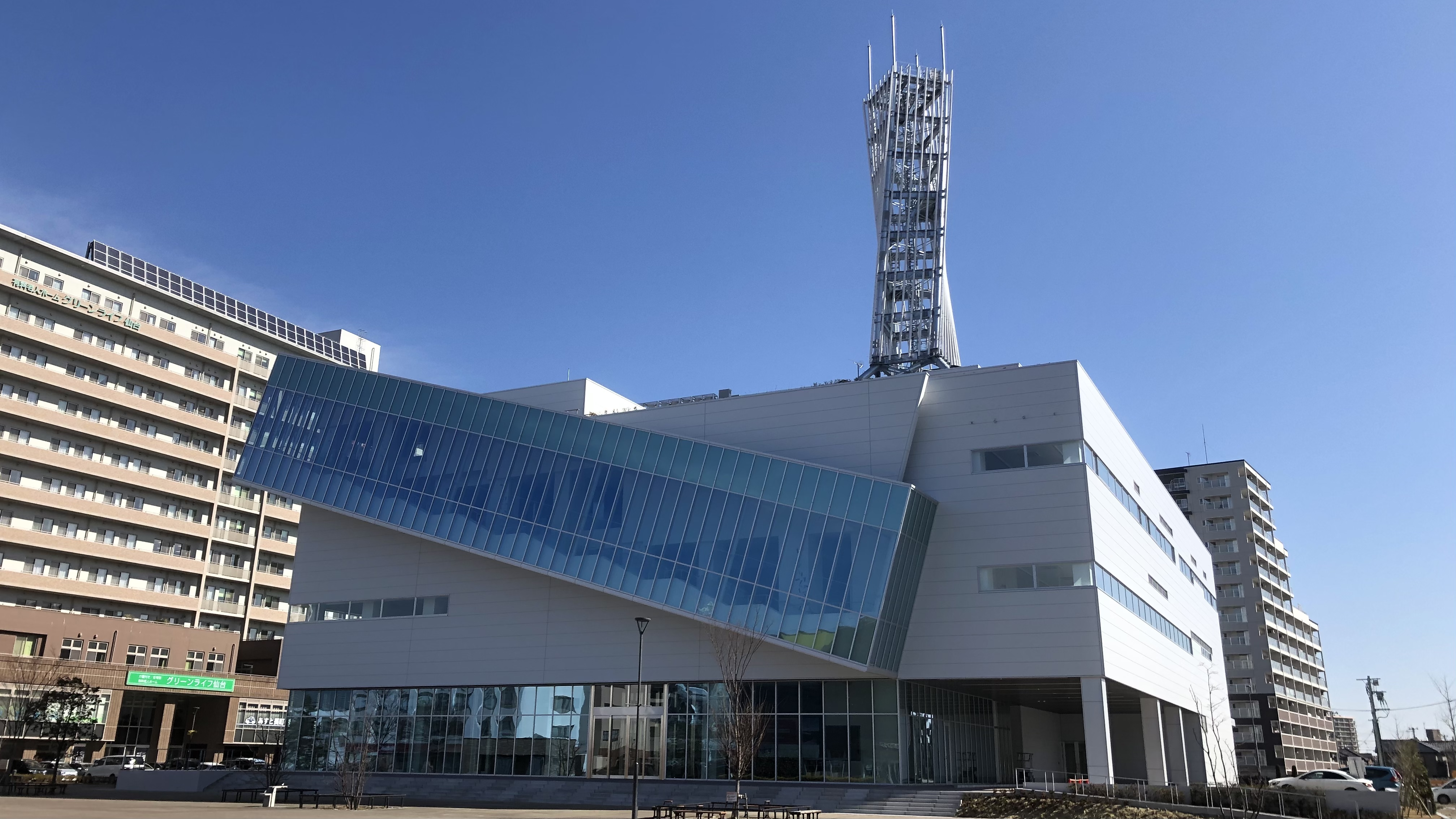
移転当初のあすと長町社屋外観

- - 9月20日：本社・演奏所を青葉区双葉ヶ丘から太白区あすと長町1丁目へ移転。
  - 10月1日:あすと長町への社屋移転が完了。同時にロゴマークを小文字の「khb」に変更すると共にぐりりのデザインを一新[7][14]。

### ネットワークの移り変わり
- 1975年（昭和50年）10月1日：日本教育テレビ（NETテレビ）系列のフルネット局として開局した。宮城県内では、開局当初からの史上初のフルネット局となった。
  - 移行された番組の割合は、宮城テレビ放送=7:東北放送=3である。ニュース番組はANNニュースライナー（※現在の昼のANNニュース枠）が宮城テレビ放送からの引継ぎ、朝のニュースが1975年（昭和50年）3月末まで宮城テレビ放送で放送されていた朝のANNニュース以来半年振りの再開で他が新規ネット開始である。民間放送教育協会制作分は、東北放送が脱退しなかったため引き継がれなかった。
  - また、ごくわずかに仙台放送から移行した番組もあった。

### ANN系列の変遷
元来、宮城県のNETテレビ系列局は、1970年（昭和45年）開局の宮城テレビ（MTB）であった。当時、朝日新聞社が全国朝日系テレビネットワークを構築すべく、全国各地にUHF新局の開局申請を行い、その結果他系列と相乗りになる形で、曲がりなりにも朝日系のテレビ局が開局した。宮城テレビも読売新聞や毎日新聞等の相乗りながら、一応は朝日系のテレビ局としてANNにも加盟していた。
しかし、宮城テレビはその後、視聴率が良かった日本テレビ系列の番組に傾斜することとなり、編成から外れたNET系番組は先発VHF局の東北放送（TBC）や仙台放送（OX）でも相当数が放送された。一方で新たにUHF局が免許される可能性が出て来たため、朝日系としては新局開局に注力することになった。こうして1975年（昭和50年）に、KHBが開局したのと同時に、宮城テレビは日本テレビ系列に一本化された。

## 主な番組

### 現在放送中の自社制作番組
ブロックネット
- 2025年4月現在はなし

県域放送
- khbお天気情報（月曜 - 金曜 5:20 - 5:25、土曜 11:40 - 11:45、17:55 - 18:00 ほか）
- 突撃!ナマイキTV（月曜 - 金曜 9:55 - 11:05）
- チャージ!（月曜 - 木曜 16:35 - 19:00、金曜 16:35 - 18:55）
- ガヤガヤ（火曜 - 木曜 24:50 - 24:56）
- 東北の聖地を訪ねて（毎月第2土曜 10:30 - 10:45）
- アルヨ（月曜 - 金曜 11:35 - 11:40）
- めざせ!頂点（最終土曜 9:30 - 10:00）
- サンデーチャージ!&スポーツ（日曜 16:30 - 17:25）
- khbスーパーベースボール（東北楽天ゴールデンイーグルス戦）
- Jリーグベガルタ仙台戦実況中継（2017年 - 2022年は放送は無かった。2023年に復活）
- 夏の高校野球宮城大会実況中継（開会式と準決勝 - 決勝までの中継）
  - 高校野球ハイライト（開催期間中毎日放送、月曜 - 金曜 18:50 - 19:00、土曜 17:55 - 18:00、日曜 17:25 - 17:30）

- khbラグビースペシャル（仙台スタジアム（ユアテックスタジアム仙台）で行われる大学リーグもしくはトップリーグ公式戦、当日深夜に放送。）

### テレビ朝日系列番組（遅れネット）
※特に表記のないものはテレビ朝日制作。
- ハマスカ放送部 （火曜 0:20 - 0:50（月曜深夜））
- おぎやはぎのハピキャン 〜キャンプはじめてみました〜（火曜 0:56 - 1:26（月曜深夜）、メ～テレ制作）
- テレメンタリー（火曜 1:31 - 2:01（月曜深夜）、ANN各局制作）
- チョコプランナー（水曜 0:20 - 0:50（火曜深夜））
- Break Out（水曜 0:56 - 1:26（火曜深夜））
- おにぎりあたためますか（木曜 0:20 - 0:50（水曜深夜）、北海道テレビ制作）
- 霜降り明星のあてみなげ（木曜 0:56 - 1:26（水曜深夜）、静岡朝日テレビ制作）
- テレビ千鳥（金曜 0:20 - 0:50（木曜深夜））
- musicる TV（金曜 0:56 - 1:26（木曜深夜））
- 探偵!ナイトスクープ（土曜 0:20 - 1:20（金曜深夜）、朝日放送テレビ制作）
- 相席食堂（土曜 1:25 - 2:25（金曜深夜）、朝日放送テレビ制作）[注釈 13]
- ニッポンめしあがれ（土曜 9:30 - 10:00）[注釈 14]
- あざとくて何が悪いの?（日曜 0:00 - 0:30（土曜深夜））
- ダブルタップミステリー（日曜 0:35 - 0:55（土曜深夜））
- ワールドプロレスリング（日曜 1:00 - 1:30（土曜深夜））[注釈 15]
- A LABBO（日曜 10:30 - 10:53）
- なにわ男子の逆転男子（月曜 0:10 - 0:40（日曜深夜））
- カクエキ!（月曜 1:20 - 1:50（日曜深夜））
- ラブ!!Jリーグ（月曜 1:50 - 2:05（日曜深夜））
- バスケ☆FIVE〜日本バスケ応援宣言〜（月曜 2:05 - 2:20（日曜深夜））
- 朝メシまで。（不定期放送）

### テレビ東京系列番組
- ポケモンとどこいく!?（土曜 6:30 - 7:00）
- ポケットモンスター（土曜 7:00 - 7:30）
- 出川哲朗の充電させてもらえませんか?（土曜 12:00 - 12:55）
- 開運!なんでも鑑定団（土曜 12:55 - 13:59／再放送・日曜 15:25 - 16:30）
- THEカラオケ★バトル（土曜午後に不定期放送）

### 再放送枠
- 午後のワイド劇場（月曜 - 金曜 13:45 - 15:38）
- ドラマプレミア（月曜 - 金曜 15:38 - 16:35）
- ニッポンめしあがれ（土曜 6:00 - 6:30）
- ポツンと一軒家（日曜 10:53 - 11:50）
- 家事ヤロウ!!!（不定期放送）

### その他の番組
- BanG Dream! Ave Mujica（金曜 1:31 - 2:01（木曜深夜））

### 過去に放送されていた自社制作番組
夕方帯
- 夕刊ですKHB
- KHB 600ステーションANN→KHB 600ステーション
- KHB 530ステーションANN
- KHBエリアリポート
- KHBステーションEYE
- KHBニュースチャンネル
- 週末の女神
- 夕方ワイドあなたにCue!
- あなCue!ニュース
- スーパーJチャンネルみやぎ
- 〜小さな旅の提案いたします〜 杜の旅行社
- 夕方LIVE!キニナル

東北＋新潟のANN系列ブロックネット
- ファミリーサイエンス
- うじきつよしのワンデイ探検隊→うじきつよしのワンダーポケット
- ヒューマンバラエティ 日曜のマゼラン

東北地方のANN系列ブロックネット
- トーホク独立TV
- 八波一起のTVイーハトーブ→TVイーハトーブ　土曜のてっぺん
- 裏のオク〜楽オク生活のすすめ〜
- 東北をみる。きく。はなす。「るくなす」→ひるまにあん
- e-cha!
- ポケッテレビ
- アレコレ
- 週刊ことばマガジン（東北＋新潟のANN系列7局ブロックネット番組、東日本大震災の影響で打ち切り）
- 週末釣り倶楽部（東北のANN系列6局ブロックネット番組、東日本大震災の影響で打ち切り）
- とうほく元気です!TV（とちぎテレビ・テレ玉へもネット）

深夜番組
- 銀河系花山村（音楽番組、MCは福ノ上達也）
- シースルーナイト
- シースルーナイトFEVER
- テレメア王国
- みせてウニャマグ（MODOKI司会）
- モモの時間
- 裏影（東北朝日プロダクション制作協力）
  - げからう

- にちヨル女子部
- 希望のアルバム
- 東北ビジネス最前線
- 三又ノ番組
- ハシュカリ
- ピカピカ☆チョイス!
- お笑い合戦 独眼竜カミナリ
- Moi! Tapio TV

広報番組
- おはようみやぎ 大好き!こどもTV（宮城県広報番組　1977年7月 - 1993年3月）
- みやぎこどもステーション（宮城県広報番組、1993年4月 - 1998年3月）
- タッチ・ザ・みやぎ（宮城県広報番組、1998年4月 - 1999年3月）
- アンの風にのって（宮城県広報番組、1999年4月 - 2001年3月）
- みやぎ情報クリップ（宮城県広報番組、2001年4月 - 2003年3月）
- 仙台市だより（仙台市広報番組、1980年4月 - 1986年6月）
- せんだい555（仙台市広報番組、1986年7月 - 1998年3月）
- せんだい自由時間（仙台市広報番組、1998年4月 - 2000年3月）
- 東北大学の新世紀（東北大学との共同制作）
- イシなび

そのほかの番組
- ハッピーフライデイKHB
- ザ・howジング
- つり天狗とびある記（「週末釣り倶楽部」の前身）
- 本間ちゃんのガスで生活向上委員会
- オー!エル百物語（日曜12時から放送、テレビ朝日で放送されていた『OH!エルくらぶ』とは無関係）
- CHALLENGE 燃えよ!EAGLES
- ベガchan!
- 未知ノ国守ダッチャー
- ナマイキサタデー
- 40Colors
- 立ち上がろう!宮城のチカラ
- なるほどマンション.COM
- KHB NEWS
- もえスポ
- KICK OFF! MIYAGI（2023年4月 - 2025年3月） - 2025年4月よりミヤギテレビに放送局が変更
- 松島ハーフマラソン（毎年10月放送、実施日の6日後10:45 - 11:40）

特別番組
特記事項のあるもの以外は全国ネット
- 望郷！スペインに燃えた日々　支倉常長とハポン姓の謎（1992年度ギャラクシー奨励賞）
- ハリウッドを駈けた怪優〜異端の人・上山草人（1995年度ギャラクシー奨励賞）
- 美貌ゆえに波乱の生涯〜歌人原阿佐緒の恋（1997年）
- 杜の都 恋物語（クリスマスドラマスペシャル、単発一時間ドラマ）
  - テーマソング：中西圭三「SOMEWHERE IN TIME」（SENDAI光のページェントテーマソングでもある）
  - 1997年12月23日、副題「あの光の中の君」、キャスト：吉野公佳、西村和彦
  - 1998年12月23日、副題「春菜17歳の決断」、キャスト：山口紗弥加、岡田義徳
  - 1999年12月23日、副題「あなたは私の勇気になった」、キャスト：細川直美、野村宏伸

- エクアドル緊急事態〜世界一のマングローブとエビ池（1999年）
- 最後の楽園!?ガラパゴス〜ゾウガメは訴える（1999年）
- 私たちの地球スペシャル・オーロラからの手紙〜北極と赤道は今（2000年10月）
- 日本代表・色の魔術師・ジミー大西感激のロンドン展覧会（2002年1月）
- カリガネが舞う空〜立松和平 中国大湿原に幻の鳥を追う〜（2003年3月）
- 中村雅俊ヒューマンドキュメント〜アラスカの星・極北の村を救った日本人フランク安田（2004年2月）
- ジャパニーズ・クール〜今、世界が再び日本に夢中（2005年2月）
- 遥かなるオイスターロードの旅（2006年2月）
- 椎名誠が見た!シベリアの東北〜極北の狩人を追う〜（2006年2月・後日一部局にネット）
- 東北のラーメンBEST6（2006年8月・東北ブロックネット　2006年12月sky・Asports+（CS放送）にネット）
- ママドル&グッチ裕三（秘）おしゃべりグルメ旅〜救世主発見!?食材絶滅の危機を救え!〜（2009年2月）

### 過去に放送されていた他系列の番組

#### テレビ東京系列番組
制作局の表記のない番組は東京12チャンネル→テレビ東京制作（又は幹事）。
バラエティ・情報
- クイズところ変れば!?
- 絶品!地球まるかじり
- 高橋名人の面白ランド
- 大竹まことのただいま!PCランド
- スキヤキ!!ロンドンブーツ大作戦（途中打ち切り）
- ソングラシリーズ
- 独占!男の時間
- テレビほとんど冗談
- レッツGOアイドル
- 所さんのもしも突撃隊!!
- MUSIX!
- 対決!マイベスト10
- 最高!ブギウギナイト
- 芸能人専用タクシー し〜たく
- 石橋勝のボランティア21（テレビ大阪制作）
- きらきらアフロ（テレビ大阪制作、番組自体は継続中）
- 名曲!にっぽんの歌
- たかじんNOマネー〜人生は金時なり〜（テレビ大阪制作）
- 建物図鑑
- 乃木坂工事中（テレビ愛知制作、番組自体は継続中）
- 超かわいい映像連発!どうぶつピース!!

アニメ・子供向け
- とびだせ!マシーン飛竜
- バーバパパ
- ハロー!レディリン
- 楽しいムーミン一家（本放送時は仙台放送で放送）
- ゲッターロボ號（テレビせとうち制作）
- ジャンケンマン
- 花の魔法使いマリーベル（テレビせとうち制作）
- 宇宙の騎士テッカマンブレード
- 疾風!アイアンリーガー
- 超時空要塞マクロスII -LOVERS AGAIN-（テレビせとうち制作）
- リトルツインズ（テレビせとうち制作）
- ジャングルの王者ターちゃん♡（本放送時はミヤギテレビで放送）
- しましまとらのしまじろう（テレビせとうち制作）
  - はっけん たいけん だいすき! しまじろう（同上）
  - しまじろう ヘソカ（同上）
  - しまじろうのわお!（同上、2022年9月打ち切り、番組自体は継続中）
- 覇王大系リューナイト
- 鬼神童子ZENKI
- 爆走兄弟レッツ&ゴー!!
  - 爆走兄弟レッツ&ゴー!!WGP
  - 爆走兄弟レッツ&ゴー!!MAX
- ポケットモンスターシリーズ
  - ポケットモンスター（平成版）
  - ポケットモンスター アドバンスジェネレーション
  - ポケットモンスター ダイヤモンド&パール
  - ポケットモンスター ベストウイッシュ
  - ポケットモンスター XY
  - ポケットモンスター サン&ムーン
  - ポケットモンスター（令和版）
- 学級王ヤマザキ
- スーパードール★リカちゃん
- 小さな巨人ミクロマン
- KAIKANフレーズ
- ドンキーコング
- ぐるぐるタウンはなまるくん（テレビ大阪制作）
- のりスタ!シリーズ（2009年10月打ち切り）
- 遊☆戯☆王シリーズ（『遊☆戯☆王デュエルモンスターズGX』と『遊☆戯☆王ZEXAL』以降の作品は県内未放送）
  - 遊☆戯☆王デュエルモンスターズ（途中打ち切り）
  - 遊☆戯☆王5D's（同上）
- とっとこハム太郎→とっとこハム太郎 はむはむぱらだいちゅ!
- ベイブレードシリーズ
  - 爆転シュートベイブレード
    - 爆転シュートベイブレード2002
    - 爆転シュートベイブレードGレボリューション

  - メタルファイト ベイブレード 4D（「爆」以前は未放送）→メタルファイト ベイブレード ZEROG
  - ベイブレードバースト
    - ベイブレードバーストゴッド
    - ベイブレードバースト 超ゼツ
- グラップラー刃牙→グラップラー刃牙 -最大トーナメント編-
- 電脳冒険記ウェブダイバー
- サイボーグ009 THE CYBORG SOLDIER
- ロックマンエグゼ
  - ロックマンエグゼAXESS
  - ロックマンエグゼStream
  - ロックマンエグゼBEAST
- 爆闘宣言ダイガンダー
- ぴたテン（テレビ大阪制作）
- ギャラクシーエンジェル（テレビ大阪制作、第3期のみ放送）
- デュエル・マスターズシリーズ
  - デュエル・マスターズ→デュエル・マスターズ チャージ→ 新星輝デュエル・マスターズ フラッシュ→ゼロ デュエル・マスターズ
  - デュエル・マスターズ ビクトリー→デュエル・マスターズ　ビクトリーV
  - デュエル・マスターズ VSR→デュエル・マスターズ VSRF
  - デュエル・マスターズ（2017年版）→デュエル・マスターズ!→デュエル・マスターズ!!
  - デュエル・マスターズ キング→デュエル・マスターズ キング!→デュエル・マスターズ キングMAX→デュエル・マスターズ WIN
- トランスフォーマーシリーズ[注釈 16]
  - 超ロボット生命体トランスフォーマー マイクロン伝説
  - トランスフォーマー スーパーリンク
  - トランスフォーマーギャラクシーフォース（テレビ愛知制作）
  - トランスフォーマー アニメイテッド（テレビ愛知製作）
- デ・ジ・キャラットにょ（テレビ大阪制作、途中打ち切り、『令和のデ・ジ・キャラット』は県内未放送）
- コロッケ!
- ビーダマンシリーズ
  - B-伝説!バトルビーダマン→B-伝説!バトルビーダマン炎魂
  - 爆球Hit! クラッシュビーダマン
  - クロスファイト ビーダマン→クロスファイト ビーダマンeS（途中打ち切り）
- マーメイドメロディ ぴちぴちピッチ ピュア（テレビ愛知制作、第1期は未放送）
- ギャグコロスタジオ
- 焼きたて!!ジャぱん（途中打ち切り）
- ケロロ軍曹（第2期から放送、途中打ち切り）
- MAR-メルヘヴン-
- ゾイドジェネシス [注釈 17]
- おはコロシリーズ（おはコロアップまでネット）
- 牙 -KIBA-
- きらりん☆レボリューション→きらりん☆レボリューション STAGE3
- おとぎ銃士 赤ずきん
- D.Gray-man（途中打ち切り、第2作『D.Gray-man HALLOW』は県内未放送）
- ポケモン☆サンデー
  - ポケモンスマッシュ!
  - ポケモンゲット☆TV
  - ポケモンの家あつまる?
- アニメロビー（テレビ大阪制作）
- ハヤテのごとく!（第1期のみ放送）
- 爆丸バトルブローラーズ（第2作『爆丸バトルブローラーズ　ニューヴェストロイア』は仙台放送で放送）
- BLUE DRAGON（第1期のみ放送）
- 絶対可憐チルドレン
- 極上!!めちゃモテ委員長 → 極上!!めちゃモテ委員長セカンドコレクション
- クロスゲーム
- リルぷりっ
- カードファイト!! ヴァンガードシリーズ（第1期のみテレビ愛知制作、「カードファイト!! ヴァンガードG Z」の途中で打ち切り。「中・高校生編」以降は県内未放送）
- SYNDUALITY Noir

特撮・ドラマ
- 快傑ズバット
- 超光戦士シャンゼリオン
- ウルトラQ dark fantasy
- 超星神シリーズ
  - 超星神グランセイザー
  - 幻星神ジャスティライザー
  - 超星艦隊セイザーX
- 魔弾戦記リュウケンドー（テレビ愛知制作）
- トミカヒーローシリーズ（テレビ愛知製作）
  - トミカヒーロー レスキューフォース
  - トミカヒーロー レスキューファイアー
- ガールズ×戦士シリーズ（『アイドル×戦士 ミラクルちゅーんず!』と『魔法×戦士 マジマジョピュアーズ!』は県内未放送）
  - ひみつ×戦士 ファントミラージュ!
  - ポリス×戦士 ラブパトリーナ!
  - ビッ友×戦士 キラメキパワーズ![注釈 18]
- ドラマ24（2013年7月に仙台放送へ移行するも、2019年3月打ち切り）
  - 嬢王→2ndハウス→下北GLORY DAYS→怨み屋本舗→URAKARA→モテキ→嬢王 Virgin→嬢王3 〜Special Edition〜

#### その他の番組
UHFアニメ
- ヤミと帽子と本の旅人
- 艦隊これくしょん -艦これ-（『「艦これ」いつかあの海で』は県内未放送）
- くまみこ
- Re:ゼロから始める異世界生活シリーズ（製作委員会方式・AT-X制作、第2期まで。第3期は東北放送で放送）[注釈 19]
- 白猫プロジェクトZERO CHRONICLE
- D4DJ First Mix（特別編『Double Mix』及び第2期『All Mix』は県内未放送）
- BanG Dream! 3rd season（製作委員会方式・TOKYO MX制作、本放送終了後に放送）[注釈 20]
- D CIDE TRAUMEREI THE ANIMATION
- 【推しの子】（第1期のみ放送、第2期は東北放送で放送）
- ダンジョン飯
- ワンルーム、日当たり普通、天使つき。
- 逃げ上手の若君

その他
- アキハバラ@DEEP（オフィスクレッシェンド制作、本来の系列局ではなく当局で放送された）
- APPIスキー王国（テレビ岩手制作、本来の系列局ではなく当局で放送された）
- やまがた発!旅の見聞録（山形放送とテレビ埼玉の共同制作、2020年3月打ち切り、本来の系列局ではなく当局で放送された）

再放送扱い
- ウルトラシリーズ
- かつてフジテレビのアニメ再放送枠があった。（月曜 - 金曜 16:30 - ）幽☆遊☆白書、タッチ、ハクション大魔王、あらいぐまラスカルなどの再放送例がある。
  - キテレツ大百科[注釈 21]

## 旧本社時代の主なネット番組

### 上杉時代（1975年10月1日 - 1991年9月22日）
★の番組は本社が双葉ヶ丘に移転した後もしばらくネットされていたもの。また、☆の番組については現在も放送中。
- 朝のANNニュース（現在は5:50 - 6:00に放送中）
- ★やじうまワイド（現在のグッド!モーニング枠）
  - ANNニュースセブン→★ANNニュースフレッシュ
- ★ANNニュースライナー（開局時にmm34（現・MMT）から移行。現在の昼のANNニュース枠）
- 平日夕方のANNニュース（現在の『スーパーJチャンネル』枠）
  - ANNニュースレーダー→ニュースシャトル→600ステーション→★ステーションEYE
- ★ニュースステーション（現在の『報道ステーション』枠）
- 週末最終版のANNニュース（現在の『サタデーステーション』および『サンデーステーション』枠）
  - ANNニュースファイナル（平日は1985年10月4日まで）→ナイトライン ANN→★ニュースフロンティア（土曜日）・スポーツフロンティア（日曜日）
- ★☆朝まで生テレビ!
- ★ザ・スクープ（全国ネットは2001年9月まで、2002年10月から2018年まで『サンデープレゼント』枠で放送されていた）
- ★サンデープロジェクト（テレビ朝日・ABC共同制作）
- ★モーニングショー（第1期。KHB開局後も3ヶ月間はmm34と2局で並行放送、1976年1月からKHBのみで放送。第2期にあたる現在の『羽鳥慎一モーニングショー』枠）
- 平日正午の情報番組枠（現在の『大下容子ワイド!スクランブル』枠）
  - アフタヌーンショー（開局時にmm34から移行）→なうNOWスタジオ→新・アフタヌーンショー→布施明のグッDAY→欽ちゃんのどこまで笑うの?!→お昼のマイテレビ→ホットライン110番→森田健作の熱血テレビ（最後の2回のみ双葉ヶ丘で放送）
- ★☆ABC制作土曜朝のワイドショー（現在の『朝だ!生です旅サラダ』枠）
  - おはようワイド・土曜の朝に（開局時にmm34から移行）→土曜だエブリバディ!→桂三枝のにゅーすコロンブス（最終回のみ双葉ヶ丘で放送）
- シャボン玉プレゼント（腸捻転時代はTBCで放送）→米朝・メイコの面白日本→板東英二のビデオ自慢→★金子信雄の楽しい夕食（ABC制作。現在の『DAIGOも台所〜きょうの献立何にする?〜』枠）
- 13時ショー（末期のみ）→★☆徹子の部屋
- ★紺野美沙子の科学館
- ★世界の車窓から（2005年10月改編でネット打ち切り、番組自体は継続中）
- ★あまから問答（総理府（現・内閣府）提供。開局時にTBCから移行）
- ★☆題名のない音楽会（開局時にmm34から移行）
- ラブアタック!（ABC制作）
- 大正テレビ寄席→まっ昼間!笑っちゃおう→大正週間漫画 ゲラゲラ45→やすきよ笑って日曜日
- ★☆新婚さんいらっしゃい!（ABC制作、開局時にTBCから移行。TBCでは腸捻転時代は同時ネット）
- ★パネルクイズ アタック25（ABC制作、開局時にmm34から移行）
- ★料理バンザイ!
- 三角ゲーム・ピタゴラス→世界一周双六ゲーム（ABC制作）
- 日曜夜7:30・象印枠
  - スターものまね大合戦（開局時にTBCから移行）→ヒット作戦 1!2!3!→ライバル対抗大合戦!→★クイズ ヒントでピント
- 西部警察シリーズ
- ★日曜8時枠ドラマ（上杉では『代表取締役刑事』まで。『ララバイ刑事’91』から双葉ヶ丘での放送となった）
- ★日曜洋画劇場（開局時にmm34から移行）
- 一休さん
- みごろ!たべごろ!笑いごろ!
- ★☆どーする?!TVタックル→たけしのTVタックル
- 藤子不二雄ワイド（パーマン・忍者ハットリくん・プロゴルファー猿・エスパー魔美）→藤子不二雄（Ⓐ）ワールド（ウルトラB・プロゴルファー猿→新プロゴルファー猿）
- NETテレビ〜テレビ朝日・北海道テレビ・名古屋テレビ・ABC・広島ホームテレビ・瀬戸内海放送・九州朝日放送と共同で東日本放送が制作に参加したテレビドラマ（全国ネット）
  - 新・二人の事件簿 暁に駆ける（大映テレビ制作、幹事局=ABC。／1976年7月 - 1977年4月） - ここから参加
  - 海峡物語（テレパック制作、幹事局=テレビ朝日／1977年4月 - 9月）
  - お手々つないで（幹事局=名古屋テレビ／1977年10月 - 1978年3月）
  - 東京メグレ警視シリーズ（テレパック制作、幹事局=ABC／1978年4月 - 9月）
  - 亭主の家出（幹事局=九州朝日放送／1978年10月 - 1979年3月）
- 火曜9時枠時代劇（開局時にmm34から移行）
  - 破れ傘刀舟悪人狩り→破れ奉行→江戸の鷹 御用部屋犯科帖→破れ新九郎→半七捕物帳→江戸の牙→鬼平犯科帳（萬屋錦之介主演版）／柳生あばれ旅→文吾捕物帳→柳生十兵衛あばれ旅
- プロポーズ大作戦（ABC制作）
- 霊感ヤマカン第六感（ABC制作、KHB開局と同時に全国ネット再開。最初期=腸捻転解消直前はTBCで同時ネット）
- ベスト30歌謡曲（末期と第2期、開局時にmm34から移行）
- 水曜スペシャル
- 水曜9時枠時代劇（開局時にmm34から移行）
  - 徳川三国志（フルネット局共同制作。KHBは開局準備中のため不参加）→人魚亭異聞 無法街の素浪人
- 欽ちゃんのどこまでやるの!?
- 特別機動捜査隊（開局時にmm34から移行）→特捜最前線
- ★☆水曜9時枠刑事ドラマ
  - 大都会25時→ベイシティ刑事→★はぐれ刑事純情派（第5シリーズから双葉ヶ丘での放送となった）／★さすらい刑事旅情編（第4シリーズから双葉ヶ丘での放送となった）
- ★☆クイズタイムショック（開局時にmm34から移行。上杉は田宮時代後期・山口時代・生島時代。双葉ヶ丘は鹿賀時代・中山&新山時代。現在は年2・3回の単発番組）
- 三枝の国盗りゲーム（ABC制作）
- 遠山の金さん→★名奉行 遠山の金さん（第4シリーズから双葉ヶ丘での放送となった）
- ナショナルゴールデン劇場（開局時にTBCから移行）
- ★☆木曜ドラマ（上杉では『外科病棟女医の事件ファイル』まで。『七人の女弁護士II』から双葉ヶ丘での放送）
- 木曜10時枠ドラマ（開局時にmm34から移行。KHB開局時は『非情のライセンス』・第2シリーズの途中から）
- 勇者ライディーン（開局時にTBCより移行[31]）→マシンハヤブサ→キャンディ・キャンディ→花の子ルンルン→魔法少女ララベル→ハロー!サンディベル
- ★ドラえもん（大山のぶ代版）
- がんばれ!!ロボコン（開局時にmm34から移行）→ロボット110番→がんばれ!レッドビッキーズ→燃えろアタック→それゆけ!レッドビッキーズ（後半からABC制作）
- ★メタルヒーローシリーズ（『ソルブレイン』の終盤で双葉ヶ丘に移転した）
- ★☆ワールドプロレスリング（開局時にmm34から移行）
- ★☆ミュージックステーション（金曜20時枠、タモリ&生島時代に双葉ヶ丘に移転した）
- ABC・テレ朝金曜9時ドラマ（『赤かぶ検事奮戦記』、『ザ・ハングマン』、etc.）→★素敵にドキュメント（ABC制作）
- ★☆必殺シリーズ（ABC制作。開局時にTBCから移行。TBCでは腸捻転時代=『仕事屋稼業』の前半まで同時ネット。KHB開局時は『仕置屋稼業』の後半から。『仕事人・激突!』、『仕事人2007』、『仕事人2009』、『仕事人2010』、『仕事人2012』、『仕事人2013』、『仕事人2014』は双葉ヶ丘で放送）
- ABC制作土曜7時枠（開局時にmm34から移行。KHB開局時は『はじめ人間ギャートルズ』の終盤から。ちなみにギャートルズの最初期=腸捻転解消直前はTBCで同時ネット）→★☆ABC制作日曜8:30枠アニメ（『まじかる☆タルるートくん』の終盤で双葉ヶ丘に移転した）
- ★☆スーパー戦隊シリーズ（開局時にmm34から移行。KHB開局時は『ゴレンジャー』の途中から。『ジェットマン』の終盤で双葉ヶ丘に移転した）
- あばれはっちゃくシリーズ
- ★土曜8時枠時代劇（『暴れん坊将軍IV』放送中に双葉ヶ丘に移転した）
- 土曜映画劇場（開局時にmm34から移行）→★土曜ワイド劇場
- ★機動戦士ガンダムシリーズ（KHBとしては『機動新世紀ガンダムX』まで放送。『ΖΖ』までと『ユニコーンRE:0096』は名古屋テレビ(メ〜テレ)制作）[注釈 22]
- ★メ〜テレ・サンライズ制作アニメ（『ファイバード』の終盤で双葉ヶ丘に移転した）
- ★タモリ倶楽部
- ★渡辺篤史の建もの探訪（2010年4月打ち切り、番組自体は継続中）

### 双葉ヶ丘末期～あすと長町移転（2021年9月19日まで）
★の番組は双葉ヶ丘末期に開始したもの。また、■の番組はあすと長町移転後に終了、☆の番組については現在も放送中。
- ☆ANNニュース（朝・昼）
- ☆ANNスーパーJチャンネル[注釈 23]
- ☆報道ステーション
- ☆サタデーステーション・サンデーステーション
- ☆グッド!モーニング
- ☆羽鳥慎一モーニングショー
- ☆ワイド!スクランブル→★大下容子ワイド!スクランブル（※第2部のみネット）
- ★☆サンデーLIVE!!（テレビ朝日・朝日放送テレビ・メ～テレ共同制作）
- ☆朝まで生テレビ!
- ☆徹子の部屋
- 上沼恵美子のおしゃべりクッキング（朝日放送テレビ制作）
- ☆朝だ!生です旅サラダ（朝日放送テレビ制作）
- ☆人生の楽園
- ごはんジャパン
- ☆テレメンタリー（ANN各局制作、あすと長町移転時点では『テレメンタリー2021』）
- ネオバラエティ（あすと長町移転時点では『激レアさんを連れてきた。』・『ロンドンハーツ』・★『お笑い実力刃』・『アメトーーク!』）
- ☆帰れまサンデー→帰れマンデー見っけ隊!!
- ☆10万円でできるかな
- しくじり先生 俺みたいになるな!!
- ☆★家事ヤロウ!!!（双葉ヶ丘末期にゴールデン枠へ進出）
- ☆林修の今でしょ!講座
- ★トリニクって何の肉!?→芸能界常識チェック!（朝日放送テレビ制作）
- ■あいつ今何してる?（あすと長町では最終回のみ放送）
- 日本人の3割しか知らないこと くりぃむしちゅーのハナタカ!優越館（双葉ヶ丘最終放送3日前に終了）
- ★☆ザワつく!金曜日
- ☆マツコ&有吉 かりそめ天国
- ★☆サンドウィッチマン&芦田愛菜の博士ちゃん
- ☆池上彰のニュースそうだったのか!!
- ★☆あざとくて何が悪いの?
- ★☆ノブナカなんなん?
- ★なにわ男子と一流姉さん
- ☆ビートたけしのTVタックル
- ☆新婚さんいらっしゃい!（朝日放送テレビ制作）
- ☆相葉マナブ
- ☆ナニコレ珍百景（第2期放送中にあすと長町に移転）
- ★☆ポツンと一軒家（朝日放送テレビ制作）
- ★爆笑問題&霜降り明星のシンパイ賞!!（双葉ヶ丘最終放送日で終了）
- ★☆テレビ千鳥
- タモリ俱楽部
- ☆探偵!ナイトスクープ（朝日放送テレビ制作）
- ☆クイズプレゼンバラエティー Qさま!!
- ☆くりぃむクイズ ミラクル9
- ■パネルクイズ アタック25（朝日放送テレビ制作、あすと長町では最終回のみ放送）[注釈 24]
- ★☆ザ・タイムショック（特番）
- ☆ミュージックステーション
★MUSIC STATION ウルトラSUPER LIVE（年末特番）
- ☆題名のない音楽会
- ☆関ジャム 完全燃SHOW
- ☆ワールドプロレスリング
- ★帯ドラマ劇場（『やすらぎの郷』→『トットちゃん!』→『越路吹雪物語』／『やすらぎの刻〜道』）
- ☆水曜21時枠刑事ドラマ
  - 『特捜9』（シーズン4まで双葉ヶ丘で放送）／『刑事7人』（シーズン7で双葉ヶ丘最後の放送）／『相棒』（Season20よりあすと長町で放送）
- 木曜ミステリー
  - 『京都迷宮案内』『おみやさん』（渡瀬恒彦主演版[注釈 25]）『京都地検の女』『その男、副署長〜京都河原町署事件ファイル〜』など。
  - 『警視庁・捜査一課長』（シーズン5まで双葉ヶ丘で放送）／『IP〜サイバー捜査班』（この作品で双葉ヶ丘最後の放送）／『科捜研の女』（シーズン20よりあすと長町で放送）
- ☆木曜ドラマ
  - 『DOCTORS〜最強の名医〜』『BG〜身辺警護人〜』『未解決の女 警視庁文書捜査官』など。
  - 『緊急取調室』（4th seasonで双葉ヶ丘最後の放送）／『ドクターX〜外科医・大門未知子〜』（Season-7よりあすと長町で放送）
- ☆金曜ナイトドラマ（『漂着者』最終回からあすと長町で放送）
- ☆★土曜ナイトドラマ（『泣くな研修医』で双葉ヶ丘最後、『言霊荘』よりあすと長町で放送）
- ★☆オシドラサタデー（双葉ヶ丘では『書けないッ!?〜脚本家 吉丸圭佑の筋書きのない生活〜』→『コタローは1人暮らし』→『ザ・ハイスクール ヒーローズ』の3作のみ。4作目『消えた初恋』よりあすと長町で放送）
- ☆必殺仕事人シリーズ（朝日放送テレビ制作、双葉ヶ丘移転後に『激突!』を放送、長期中断を経て『2007』よりSPドラマとして復活[注釈 26]、以降年1回放送（2008・2011・2017年を除く））
- ☆クレヨンしんちゃん
- ☆ドラえもん（水田わさび版）
- ☆プリキュアシリーズ（朝日放送テレビ制作、『トロピカル〜ジュ!～』終盤であすと長町に移転）
- ☆仮面ライダーシリーズ（『リバイス』開始後にあすと長町に移転）
- ☆スーパー戦隊シリーズ（『ゼンカイジャー』終盤であすと長町に移転）
- ★日曜プライム
- 志村&所の戦うお正月→★☆おしょうバズTV（テレビ朝日・朝日放送テレビ共同制作、毎年1月1日）
- ☆芸能人格付けチェック（朝日放送テレビ制作）
- ☆M-1グランプリ（朝日放送テレビ・テレビ朝日共同制作、毎年12月）

## アナウンサー

### 男性
- 1987年 熊谷博之
- 1992年 加川潤
- 2005年 岩崎心平（KBS京都から移籍）、松本龍（秋田放送から移籍）
- 2018年 上野比呂企（青森放送から移籍）
- 2019年 鈴木奏斗
- 2025年 小室翔太

### 女性
- 2012年 阿部美里（山形放送から移籍）
- 2017年 野口ちひろ
- 2018年 重信友里
- 2023年 内田有香（秋田テレビから移籍）
- 2024年 井口亜美

### 過去に在籍したアナウンサー（異動・退職）

#### 男性
- 1982年 
  - 石井慎二（ - 1990年、→テレビ金沢に移籍）
  - 竹下良則（→ラジオ福島、→フリー。圭三プロダクション所属）
- 1992年 
  - 飯田健一
- 1994年 
  - 山口則幸
- 1997年 
  - 笹川己之幾（個人的な不祥事（万引きで起訴猶予）で総務部に異動。後に盗撮で逮捕され[32]、懲戒解雇）
- 2007年
  - 吉岡伸悟（7月入社、中部日本放送→NHKから移籍）
- 2013年 
  - 高木玲（ - 2019年3月）
- 2017年 
  - 渕井亮太（ - 2022年3月、気象予報士（2022年3月取得）、現在は企画事業部）
- 2018年 
  - 伊藤大悟（ - 2022年1月、同年3月より地元局の東海テレビに移籍[33]）
- 石井秀幸（→地元・静岡市のコミュニティFM局・エフエムしみずのパーソナリティ）

#### 女性
- 1982年 
  - 柳谷みち代（ - 1987年）
- 1988年
  - 香取広美（→ラジオたんぱ→フリー）
  - 原田容子（現姓・西村、→長野放送アナウンサー→信越放送ラジオパーソナリティ）
- 1989年
  - 加藤実知代（→石井と同じく、テレビ金沢に移籍）
- 1992年 
  - 石川亜紀子（ - 1997年、→福島放送を経て、東京でフリーアナウンサー）
  - 熊本恭子（ - 1999年、→東京でフリーアナウンサー）
- 1994年 
  - 安田佑子（ - 1999年、→東京でフリーアナウンサー（一時期韓国在住）、オスカープロモーション所属）
- 1996年 
  - 森島由香（現姓・小田）
  - 用稲千春（ - 2002年、東京でフリーアナウンサーだったが現在は活動停止、セント・フォース所属）
- 1998年 
  - 遠山久美子（退社後、メディアンプロモーション に所属していた）
- 2000年 
  - 伊藤文（ - 2006年3月、地元局の中国放送に移籍）
  - 岩田有未（ - 2009年6月）
  - 濱知美（ - 2011年8月）
- 2001年 
  - 脇あい（ - 2004年8月）
  - 白澤奈緒子（ - 2015年3月、2017年2月 - 2024年 、元JNNニュースバードキャスター）
- 2004年 
  - 濱本りか（ - 2009年3月、文化放送に移籍したが現在は退職）
- 2005年 
  - 青柳嘉代（ - 2008年9月）
- 2008年 
  - 佐藤千晶（ - 2011年3月、名古屋テレビ放送に移籍したが、2014年3月に退職）
  - 奥村奈津美（9月入社 - 2011年3月、広島ホームテレビ→KHB→NHK広島放送局契約キャスター→オーケープロダクション所属のフリーアナウンサー）
- 2009年 
  - 内田敦子（ - 2012年3月、同年4月よりセント・フォース所属のフリーアナウンサー）
  - 若月貴代（ - 2016年）
- 2011年 
  - 竹内真理（ - 2014年3月、キャスト・プラス所属→2023年から2025年まで福島放送）
  - 髙野萌（ - 2014年3月、NHK神戸放送局→KHB→同年4月よりセント・フォース所属のフリーアナウンサー）
- 2013年 
  - 渋佐和佳奈（ - 2016年9月、元『Oha!4 NEWS LIVE』JD→アシスタント[34]）
  - 森遥香（ - 2017年12月[34]）
- 2015年 
  - 高山香織（ - 2017年3月、元名古屋テレビ放送アナウンサー）
- 2016年 
  - 糸井文菜（ - 2022年4月）
- 2018年 
  - 丸井汐里（3月入社 - 2019年3月、NHK福島→NHK広島→NHKラジオセンター→ジョイスタッフ、J SPORTS STADIUM 楽天ホームゲームベンチリポーター）
  - 坪北奈津美（ - 2024年3月、→ジョイスタッフ）
- 2021年 
  - 中谷実夏（ - 2022年、→NHK前橋放送局キャスター→フリーアナウンサー）
- 長谷川直子（1970年代 - 1980年代初頭に在籍、→東京でフリーアナウンサー）

## 恒例の主催イベント
- 「KHBフリーマーケット[35]」（5月3日・4日、台原森林公園、13万人/2日間[36]）：仙台最大のフリーマーケットである。
- 「KHB七夕フェスタ」（8月6日・7日・8日、勾当台公園）：2014年（平成26年）より、仙台七夕まつりに合わせて開催。
- 「KHBまつり[37]」（9月、勾当台公園、3万9000人/1日[38]）
- 「松島ハーフマラソン[39]」（10月、体育の日の前日、宮城県松島町・東松島市、3500人）

## その他
- 社内・外含め“ひがしにほんほうそう”と呼ぶ人が多い[40]。
- 金曜の深夜にアダルト系のVシネマを放送したことがある[注釈 27]。
- 2003年（平成15年）から2005年（平成17年）にかけて、韓国ドラマを独自に放送していた。2003年（平成15年）といえば、NHKが衛星放送で冬のソナタを放送していた時期で、本格的な韓流ブームの前であった。最初に放送された「真実」（主演：チェ・ジウ）は、宮城と北海道のみの放送という極めて珍しいケースであった。
- 2010年（平成22年）1月に公開された映画「ゴールデンスランバー」において、劇中でのローカルニュースにおいて同社のスタジオが使用され、同社アナウンサーが劇中の架空ニュースを読み上げるシーンがあるほか、主人公が自身の無実を公に伝えるため、テレビ番組へ出演しようとするシーン[注釈 28] において、同社の中継車や機材が使用されている。
- 長町新社屋の近隣にはコミュニティFM局「エフエムたいはく」があり、2021年（令和3年）の新社屋移転に合わせて当局アナが出演する広報番組の放送や、エムエムたいはくの生番組・収録番組等に当局アナがゲスト出演する等の広報活動を行っていた。